# Funahashi, Toyama
Funahashi (japanska: 舟橋村?, Funahashi-mura) är en landskommun i Toyama prefektur i Japan.
Kommunen är Japans till ytan minsta kommun. 